# أرماند لابوينت
أرماند لابوينت (بالفرنسية: Armand Lapointe)‏ (1 مايو 1822 في فرنسا - 5 مارس 1910، الدائرة التاسعة في باريس في فرنسا)؛ كاتب مسرحي، صحفي وروائي فرنسي.